# Port lotniczy Viña del Mar
Port lotniczy Viña del Mar – wojskowo-cywilny port lotniczy zlokalizowany w chilijskim mieście Viña del Mar.